# Ptaky
Ptaky – polski zespół rockowy, założony w Gdańsku w grudniu 2002 roku, przez Piotra Łukaszewskiego, gitarzystę grającego wcześniej m.in. w zespołach: TSA-Evolution, Skawalker, IRA oraz KarmaComa.

## Historia
- Przełom 2002 i 2003 grupa została uzupełniona przez: Sebastiana Makowskiego (wokal), Daniela Wernera (perkusja), Marcina Kłosowskiego (gitara basowa) oraz Krzysztofa Dobiszewskiego (gitara).
- Cały rok 2003 grupa sporadycznie koncertowała i komponowała materiał na debiutancką płytę.
- Sierpień 2004 roku na ekrany kin wchodzi film Spider-Man 2. Na polskiej ścieżce dźwiękowej do filmu został wykorzystany utwór „Chroń to co masz”. Utwór ten był jednocześnie singlem promującym debiutancki album.
- 13 września 2004 ukazuje się debiutancka płyta zespołu zatytułowana po prostu Ptaky[1]. Pod koniec listopada, zespół ukończył materiał filmowy do teledysku do utworu „Rzeka”, To właśnie ten utwór przyniósł grupie nominacje do nagród Fryderyki w kategorii „Nowa twarz fonografii” oraz „Album roku Rock”. Album spotkał się także z dobrym przyjęciem zarówno ze strony fanów, jak i krytyków.
- 13 lutego 2005 zespół gra koncert w Muzycznym Studiu Trójki im. Agnieszki Osieckiej.
- Maj 2005 grupa występuje na Festiwalu w Opolu, gdzie wykonuje nową wersję utworu Czerwonych gitar pt. „Nie zadzieraj nosa”.
- Czerwiec 2005 roku grupa jako jedyny przedstawiciel sceny rockowej kwalifikuje się do „dwunastki” wykonawców, na festiwalu TOPtrendy 2005. Następnie grupa kwalifikuje się do finałowej „szóstki”. Zespół zaprezentował się z nowym specjalnie skomponowanym na tę okazję utworem „Pielgrzym”. W czerwcu grupa zrealizowała teledysk do tego utworu.
- 9 lipca grupa 2005 grupa występuje na festiwalu rockowym Union of Rock odbywającym się cyklicznie w Węgorzewie.
- 19 sierpnia 2005 grupa występuje w Oporze Leśnej na imprezie „Festiwal Jedynki” w Sopocie, gdzie grupa wykonała w nowej aranżacji cover grupy Aya RL pt. „Skóra”.
- 1 października 2005 grupa występuje na corocznym charytatywnym koncercie „Kotan Day” w Warszawie[2].
- Styczniu 2006 grupa gra dla WOŚP akustyczny koncert na rzecz dzieci poszkodowanych w wypadkach. Koncert odbywa się w studiu TVP3 w Gdańsku. Po tych wydarzeniach grupę opuszcza wokalista, Sebastian Makowski, który skupia się na solowej karierze. Grupa w jego miejsce zatrudnia wokalistę Adama Sypułę, występującego w zespole Ctrl-alt-del[3].
- Wiosna 2006 roku grupa wyrusza w trasę koncertową, która trwa do początku lipca. W międzyczasie grupa pracuje nad materiałem na nową płytę.
- 1 października 2006 grupa ponownie gra na koncercie „Kotan Day”, gdzie prezentuje publiczności nowy utwór zatytułowany „Moskwa”.
- 2007 rok grupa intensywnie koncertuje po całym kraju.
- Wrzesień 2007 grupa występuje na jednym koncercie wraz z byłym wokalistą grupy, Sebastianem Makowskim. Po tym wspólnym koncercie Makowski decyduje się na powrót do grupy[4]. Wtedy to powstaje utwór Zapałki marzeń. Sypuła wraca do swego macierzystego zespołu Ctrl-alt-del. Ostatecznie z Sypułą grupa nagrała 2 premierowe utwory Moskwę oraz Naśladowcę.
- 11 września 2008 roku grupa wydaje swoją drugą płytę zatytułowaną Szkoła latania którą promują single Zapałki marzeń oraz Żaba. Krążek zostaje wydany jedynie w formacie MP3[5].
- W lutym 2023 na swoim profilu Facebookowym ogłosili powrót i nagrywanie nowego albumu[potrzebny przypis].
- Kwiecień 2023 do zespołu dołączył drugi gitarzysta – Mikołaj Łukaszewski[potrzebny przypis].
- 24[potrzebny przypis] sierpnia 2023 zespół wydał singiel zatytułowany "Sierpień"[6], który dostał się na listę "Turbo top" w Antyradiu na 13 miejsce[potrzebny przypis].
- 29 listopada 2023[potrzebny przypis] zespół wydał kolejny singiel o tytule "Diament"[6].
- 15[potrzebny przypis] kwietnia 2024 grupa wydała 3 singiel "Wieje" z nadchodzącej płyty [7]. W tym samym czasie do grupy dołączył perkusista Konrad Ciesielski[potrzebny przypis].
- 6 lipca 2024 wzięli udział w eliminacjach do festiwalu Pol’and’Rock Festival[8].
- 18[potrzebny przypis] lipca 2024 wydali czwarty singiel "Na słodko przez piekło"[9].
- 2 sierpnia 2024 wystąpili na festiwalu Pol’and’Rock Festival na małej scenie[10][11].
- 13[potrzebny przypis] września 2024 wydali ostatni singiel z nadchodzącego albumu "Małpi gaj"[12].
- 4[potrzebny przypis] października 2024 wydali trzeci album studyjny zatytułowany "GODOT"[13].

## Dyskografia
Albumy
- Ptaky (2004)
- Szkoła latania (2008)
- GODOT (2024)

Notowane utwory
| 2004                             | „Chroń to co masz” | 20 | 30 | Ptaky |
| 2004                             | „Rzeka”            | 15 | –  | Ptaky |
| „ – ” pozycja nie była notowana. |                    |    |    |       |